# Richard Thompson
Richard John Thompson, OBE (Londres, 3 de abril de 1949), é um compositor e guitarrista britânico. Foi considerado o 69º melhor guitarrista de todos os tempos pela revista norte-americana Rolling Stone.

## Biografia
Sua primeira gravação aconteceu em 1967, como membro da banda Fairport Convention.

## Discografia

### Com a bandaFairport Convention
- Fairport Convention (1968)
- What We Did On Our Holidays (1969)
- Unhalfbricking (1969)
- Liege & Lief (1969)
- Full House (1970)
- Live At The LA Troubadour  (1970)
- House Full  (1970)
- Heyday:BBC Radio Sessions (BBC 1968-69) (1987)
- The History of Fairport Convention
- Live at the BBC (2007)

## Discos solo ou com Linda Thompson
- Henry the Human Fly (1972)
- I Want to See the Bright Lights Tonight (1974) *
- Hokey Pokey (1975) *
- Pour Down Like Silver (1975) *
- (guitar, vocal) (1976)
- Live! (more or less) (1976)
- First Light (1978) *
- Sunnyvista (1979) *
- Strict Tempo! (1981)
- Shoot Out the Lights (1982) *
- Hand Of Kindness (1983)
- Small Town Romance (1984)
- Across A Crowded Room (1985)
- Daring Adventures (1986)
- Amnesia (1988)
- Rumor And Sigh (1991)
- Watching The Dark (1993) | 3-CD
- Mirror Blue (1994)
- you? me? us? (1996)
- Mock Tudor (1999)
- The Best Of Richard & Linda Thompson: The Island Record Years (2000) *
- Action Packed (2001)
- The Old Kit Bag (2003)
- Ao vivo em Austin, TX (2005)
- Front Parlour Ballads (2005)
- RT - The Life and Music of Richard Thompson (2006) | 5-CD retrospective box set
- Sweet Warrior (2007)
- Richard & Linda Thompson ...In Concert, November 1975 (released 2007)
- *Richard e Linda Thompson